# Dariusz Blocher
Dariusz Blocher (ur. 1967) – polski inżynier i menedżer.

## Życiorys
Absolwent Wydziału Mechaniki i Budowy Maszyn Politechniki Częstochowskiej (1992). Po studiach podjął pracę w Fabryce Kotłów Przemysłowych Ahlstrom-Fakop. Następnie pracował: Proman s.c. w Katowicach (1993–1994), Pepsi Co. Polska (1994–2002). W lutym 2002 podjął pracę w firmie Budimex, w której w listopadzie 2007 objął funkcję prezesa i dyrektora naczelnego Budimeksu Dromeksu oraz członka zarządu Budimeksu. Od września 2009 do maja 2021 był prezesem i dyrektorem generalnym Budimeksu, następnie zasiadał w radzie nadzorczej spółki. W latach 2010–2021 członek rady nadzorczej Budimex Nieruchomości. W czerwcu 2019 został dyrektorem Grupy Ferrovial na Europę, pozostając jednocześnie prezesem Grupy Budimex w Polsce. Od maja 2023 był prezesem zarządu Unibep. W styczniu 2025 został przewodniczącym Komitetu Rozwoju tej firmy.
Absolwent IESE Business School w Barcelonie (Advanced Management Program, 2007). Wykładowca Koźmiński Advanced Management Program.
Członek Komitetu Inżynierii Lądowej i Wodnej Polskiej Akademii Nauk (KILiW PAN).

## Nagrody i wyróżnienia
- 2014 – Statuetka Polskiego Herkulesa  za efektywne zarządzanie[10];
- 2016 – Nagrodzony wyróżnieniem Redakcji Forum Biznesu „Siła Osobowości 2016” w kategorii Biznes[11];
- 2016 – statuetka „Byki i Niedźwiedzie” oraz tyutuł Prezesa Roku 2016 przyznawany przez dziennik „Parkiet”[12];
- 2017 – wyróżniony Diamentem Infrastruktury i Budownictwa.